# Giorgos A. Papandreou

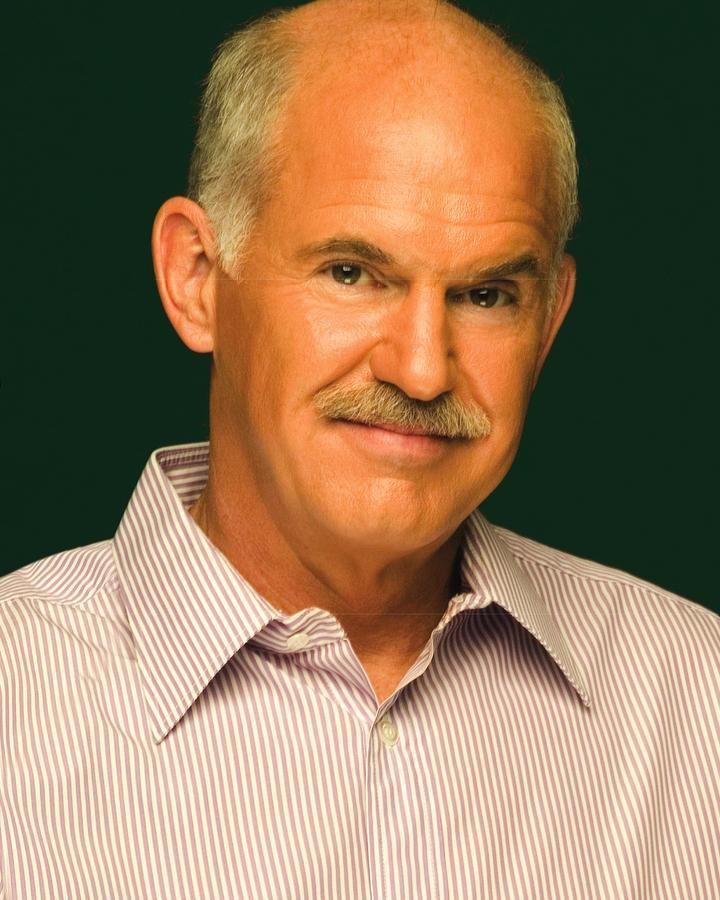
Giorgos Papandreou (2008)

Giorgos A. Papandreou (griechisch Γιώργος Α. Παπανδρέου, eigentlich Γεώργιος Georgios, im Englischen meist George, * 16. Juni 1952 in St. Paul, Minnesota) ist ein griechischer Politiker. Er war von Februar 1999 bis 2004 Außenminister von Griechenland (Kabinett Simitis II und III). Von Februar 2004 bis März 2012 war er Vorsitzender der Partei Panellinio Sosialistiko Kinima (PASOK). Im Oktober 2009 löste er nach einem Wahlsieg den bisherigen Amtsinhaber Kostas Karamanlis als Ministerpräsident Griechenlands ab und war bis September 2010 auch Außenminister. Am 9. November 2011 trat er von seinem Amt als Ministerpräsident zurück. Papandreou war von 2006 bis 2022 Vorsitzender der Sozialistischen Internationale.

## Leben
Papandreou ist Enkel von Georgios Papandreou und Sohn von Andreas Papandreou, beide ehemalige Ministerpräsidenten. Er ist auch Urenkel von Zygmunt Mineyko, ein polnisch-griechischer Ingenieur und Politiker. Er besuchte von 1972 bis 1973 die Universität Stockholm und von 1975 bis 1979 das Amherst College in den USA und machte einen Bachelor-Abschluss in Soziologie. Weitere Studien mit einem Abschluss in Soziologie und Entwicklung sind an der London School of Economics and Political Science erfolgt.

## Politische Laufbahn
1984 wurde Papandreou in das Zentralkomitee der sozialdemokratischen Partei PASOK gewählt. Von 1981 bis 1993 war Papandreou Parlamentsmitglied für die PASOK im Wahlkreis Achaia. Er hat verschiedene Funktionen im griechischen Parlament übernommen, so unter anderem den Vorsitz des Parlamentsausschusses für Bildung, weiter des Ausschusses für Kultur und Bildung, sowie den stellvertretenden Vorsitz des Mehrparteienausschusses für öffentliches Radio in Griechenland. Er war von 1987 bis 1988 Mitglied des Exekutivausschusses der PASOK sowie seit 1990 Sekretär der Griechischen Diaspora. Papandreou war Mitglied verschiedener politischer Komitees der PASOK, so Sekretär des Ausschusses für Landwirtschaftliche Kooperativen, stellvertretender Sekretär im Organisationskomitee der PASOK, Mitglied im Ausschuss für Internationale Beziehungen sowie Sekretär im Ausschuss für Publikationen und Seminare.
Er war von 1985 bis 1987 Staatssekretär für Kulturelle Angelegenheiten, hier unter anderem verantwortlich für Erwachsenenbildung und Jugendangelegenheiten, von Juni 1988 bis Juli 1989 wurde er zum Minister für Bildung und Religiöse Angelegenheiten ernannt und war gleichzeitig Regierungskoordinator für die Bewerbung Athens für die Olympischen Sommerspiele 1996. Von 1992 bis 1993 war er Fellow am Center for International Affairs der Harvard University, USA.
Im Oktober 1996 berief Konstantinos Simitis ihn zum Stellvertretenden Außenminister Griechenlands und im Februar 1999 zum Außenminister. Dieses Amt führte er bis zur Parlamentswahl im März 2004. Seit dem 8. Februar 2004 war Giorgios Papandreou Vorsitzender der PASOK. Als Spitzenkandidat in der Parlamentswahl am 7. März 2004 gelang es ihm nicht, an die Amtszeit seines Vorgängers als Parteivorsitzender Kostas Simitis als Ministerpräsident anzuknüpfen. Wahlsieger und neuer Regierungschef wurde Konstantinos Karamanlis von der liberal-konservativen Nea Dimokratia.
Am 30. Januar 2006 wurde Papandreou zum Präsidenten der Sozialistischen Internationale gewählt. Er hatte das Amt bis zum 27. November 2022 inne.
Bei der Parlamentswahl am 16. September 2007 trat er erneut als Kandidat für das Amt des Ministerpräsidenten für die PASOK gegen den regierenden Konstantinos Karamanlis an, unterlag jedoch auch in dieser Wahl. Nach der Niederlage in der Parlamentswahl 2007 stellte Papandreou sich am 11. November 2007 einer Abstimmung über den Parteivorsitz unter den Mitgliedern und Unterstützern der PASOK. Für diese Wahl waren 974.666 Personen stimmberechtigt. Von diesen nahmen 769.156 (78,9 %) teil. Er wurde im ersten Wahlgang gegen zwei Mitbewerber, Evangelos Venizelos und Kostas Skandalidis, mit einem Stimmanteil von 55,91 % als Vorsitzender bestätigt.

## Amtszeit als Ministerpräsident

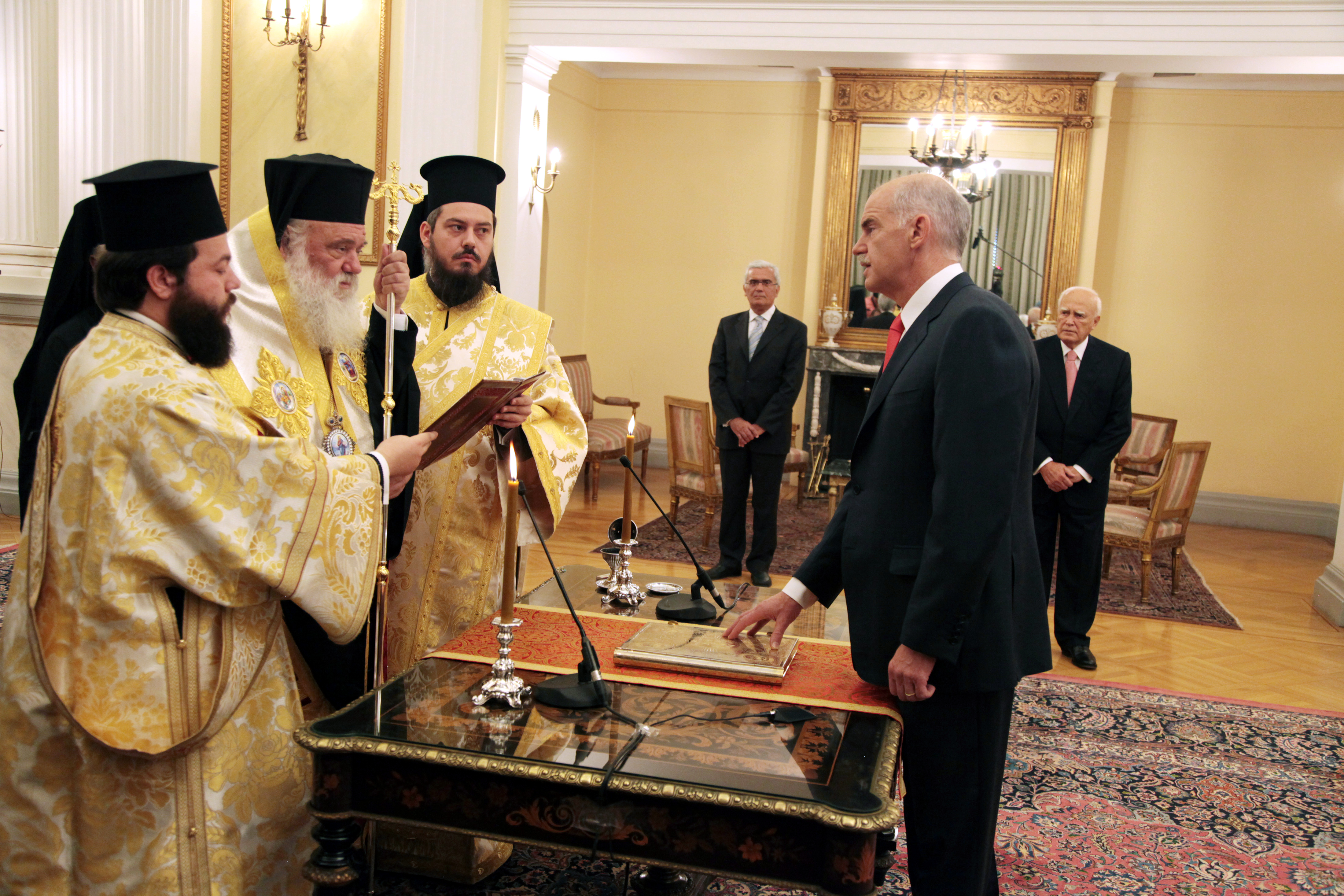
Vereidigung als Ministerpräsident am 6. Oktober 2009

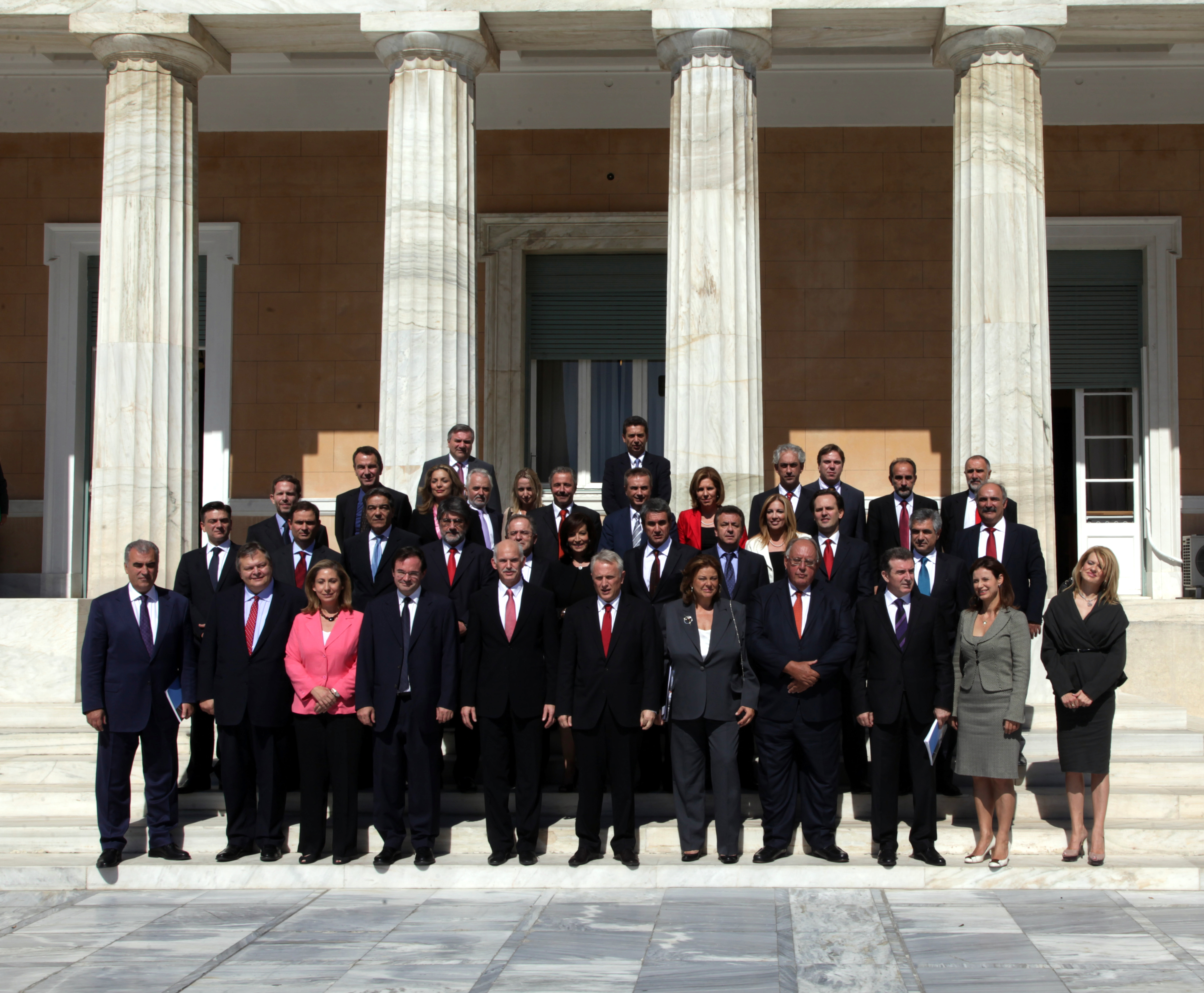
Papandreou mit Kabinett am 7. Oktober 2009

Bei der Parlamentswahl am 4. Oktober 2009 gewann die PASOK mit einem Stimmenanteil von 43,9 Prozent die absolute Mehrheit der Parlamentssitze. Zwei Tage später wurde Papandreou als neuer Ministerpräsident vereidigt. Er übernahm in seiner Regierung, bis zum 7. September 2010, auch das Außenministerium.
Der Beginn seiner Amtszeit wurde überschattet durch die zu Tage tretende Staatsschuldenkrise.
In einer Fernsehansprache Anfang Februar 2010 kündigte Papandreou weitere Sparmaßnahmen zur Vermeidung eines Staatsbankrotts an. Seitdem erhöhte die Regierung Papandreou in mehreren Schritten Steuern und beschloss drastische Sparmaßnahmen. Von Seiten des Internationalen Währungsfonds (IWF), der Europäischen Union (EU) und der Europäischen Zentralbank (EZB) bekam Griechenland darauf ein Kreditpaket in Höhe von über 110 Milliarden Euro in Aussicht gestellt. Mehrere Zahlungen aus diesem Hilfspaket wurden an Griechenland überwiesen. Mitte Juni 2011 bildete Papandreou unter dem Druck massiver Proteste seine Regierung um. Er ersetzte seinen Finanzminister Giorgos Papakonstantinou durch den bisherigen Verteidigungsminister Evangelos Venizelos, nachdem er Loukas Papadimos – Ökonom und von 2002 bis 2010 Vizepräsident der Europäischen Zentralbank (EZB) – nicht für dieses Amt gewinnen konnte.
Am 19. Juni 2011 stellte Papandreou im Parlament die Vertrauensfrage und kündigte für den Herbst ein Referendum an, bei dem die griechischen Bürger über Reformen zur „Modernisierung des Staates“ entscheiden sollen. Die Abstimmung über die Vertrauensfrage in der Nacht zum 22. Juni gewann Papandreous Regierung und die Mehrheit der Abgeordneten signalisierte ihr Einverständnis zu neuen Sparvorgaben der EU und des IWF. Für die Regierung votierten alle 155 Abgeordneten der PASOK. 143 Parlamentarier stimmten dagegen; zwei unabhängige Abgeordnete waren abwesend.
Ein Anfang November von Papandreou überraschend angekündigtes Referendum über die Sparauflagen, die auf die Beschlüsse des zurückliegenden Euro-Gipfels in Brüssel zur Griechenlandhilfe (vgl. EFSF) zurückgingen, sagte Papandreou nach massiver innen- wie außenpolitischer Kritik ab und stellte sich daraufhin erfolgreich einer weiteren Vertrauensfrage. Am 6. November 2011 wurde bekannt, dass es im Zuge der Eurokrise eine Umstrukturierung des griechischen Kabinetts geben soll, in dessen Folge Papandreous sein Amt aufgeben soll. Am 9. November 2011 erklärte er offiziell seinen Rücktritt. Am 11. November 2011  folgte Loukas Papadimos ihm als Ministerpräsident nach.
Am 18. März 2012 wurde er durch Evangelos Venizelos als Vorsitzender der PASOK abgelöst.

## Weitere politische Karriere
Nach seinem Ende an der Spitze von Regierung und Partei blieb Papandreou bis 2022 Vorsitzender der Sozialistischen Internationale und behielt auch sein Parlamentsmandat nach den beiden Wahlen von 2012. Ansonsten trat er bis Ende 2014 politisch nicht in Erscheinung. Nachdem am 29. Dezember 2014 die Präsidentschaftswahl scheiterte und für den 25. Januar 2015 Neuwahlen festgesetzt wurden, verkündete er am 2. Januar sein Vorhaben, eine neue Partei zu gründen. Die Partei namens Kinima Dimokraton Sosialiston (Κίνημα  Δημοκρατών Σοσιαλιστών) wurde am Folgetag in der Aula des Benaki-Museums gegründet.  Die neue Partei verfehlte jedoch den Sprung über die Drei-Prozent-Hürde. Im März 2018 schloss sie sich mit Papandreous früherer Partei PASOK zur Kinima Allagis (KINAL; Bewegung für den Wandel) zusammen.

## Ehrung

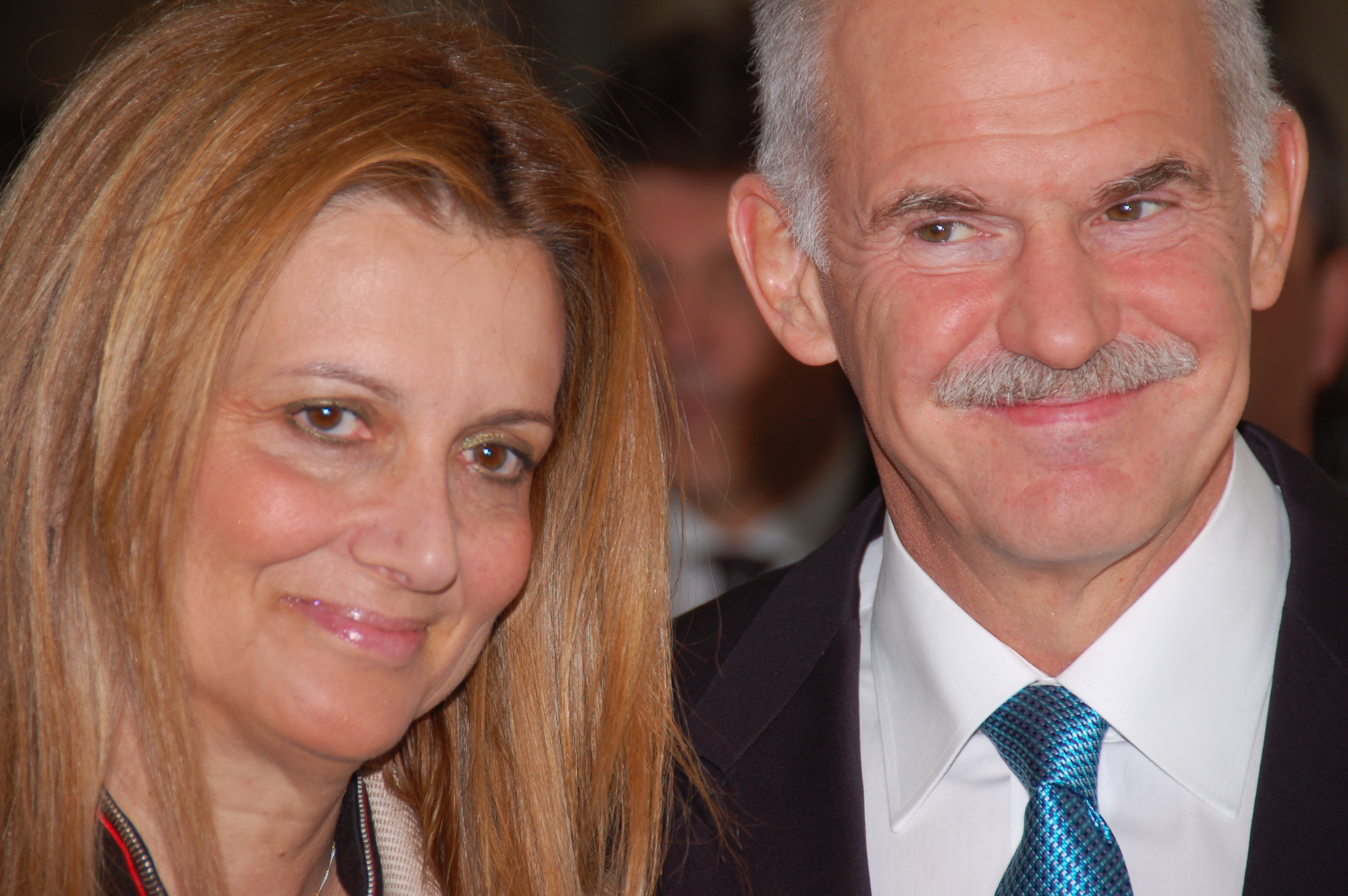
Papandreou mit seiner Frau bei der Quadriga-Verleihung

Zum Tag der Deutschen Einheit 2010 wurde Papandreou mit dem Quadriga-Preis für seine „Kraft der Wahrhaftigkeit“ geehrt. Die Laudatio hielt Josef Ackermann.